# Arichanna imitata
Arichanna imitata là một loài bướm đêm trong họ Geometridae.